# Vingt Mille Ans sous les verrous
Pour plus de détails, voir Fiche technique et Distribution.
Vingt Mille Ans sous les verrous (20,000 Years in Sing Sing) est un film américain réalisé par Michael Curtiz, sorti en 1932.

## Synopsis
Appréhendé pour de nombreux méfaits, le gangster Tom Connors est incarcéré à la prison de Sing Sing et condamné à y purger une peine de 5 à 30 ans. Il est persuadé cependant qu'il en sortira très vite, grâce aux relations politiques qu'entretient Finn, son associé. Celui-ci échoue toutefois dans sa tentative de soudoyer le directeur de la prison, M. Long, homme intègre et réfléchi. Décidé à jouer les "fortes têtes", Tom refuse de porter l'uniforme et ne veut à aucun prix accomplir les besognes réservées aux prisonniers. M. Long accepte ses exigences mais lui fait subir, en contrepartie, les conséquences de son attitude. Ainsi, le célèbre malfrat doit essuyer les moqueries de ses codétenus et affronter le froid. Solitaire et sans occupation, Tom se morfond dans sa geôle et finit par demander qu'on lui permette de briser des pierres dans une carrière. Quelque temps après, une tentative d'évasion est organisée par quelques-uns de ses compagnons.
Par superstition - la date de l'évasion est fixée pour un samedi, jour de malchance pour lui -, Tom s'abstient d'y participer. À juste raison, car celle-ci échoue lamentablement et s'achève dans un bain de sang. Tom apprend ensuite que Fay, sa fiancée, a été gravement blessée dans un accident de voiture. Compréhensif, le directeur de prison lui accorde une permission de sortie pour aller la voir. Mais, il lui fait jurer sur l'honneur qu'il réintégrera la prison le soir même. Lorsque Tom arrive chez sa fiancée, il apprend que Finn, son ancien partenaire, l'ayant trahi, est également responsable de cet accident. Finn débarque, à son tour, chez Fay dans la perspective d'acheter son silence. Une violente bagarre entre les deux hommes s'ensuit. Afin de protéger Tom, Fay abat mortellement Finn. Conscient de la situation, Tom rentre quand même à Sing Sing. Condamné pour meurtre à la chaise électrique, il demande à sa fiancée de ne pas dévoiler la vérité, la sauvant ainsi de la prison à vie.

## Fiche technique
- Titre : Vingt Mille Ans sous les verrous
- Titre original : 20,000 Years in Sing Sing
- Réalisation : Michael Curtiz
- Assistant-réalisateur : Stanley Logan
- Scénario : Wilson Mizner et Brown Holmes d'après le livre Twenty Thousand Years in Sing Sing de Lewis E. Lawes
- Adaptation : Courtenay Terrett et Robert Lord
- Production : Raymond Griffith, Darryl F. Zanuck et Robert Lord producteur associé (non crédités)
- Société de production : First National Pictures
- Société de distribution : Warner Bros.
- Musique : Bernhard Kaun (non crédité)
- Photographie : Barney McGill
- Montage : George Amy
- Direction artistique : Anton Grot
- Costumes : Orry-Kelly
- Pays d'origine : États-Unis
- Langue : anglais
- Format : Noir et blanc - Son : Mono
- Genre : Drame
- Durée : 78 minutes
- Date de sortie :
  - États-Unis : 24 décembre 1932

## Distribution
- Spencer Tracy : Tommy Connors
- Bette Davis : Fay Wilson
- Arthur Byron : Paul Long
- Lyle Talbot : Bud Saunders
- Warren Hymer : Hype
- Louis Calhern : Joe Finn
- Grant Mitchell : Le docteur Ames
- Clarence Wilson (non crédité) : Morris, l'avocat de Finn

## Commentaire
Michael Curtiz « passa sans difficulté apparente du réalisme à la fantaisie et inversement. Parmi les films réalistes, on peut citer Vingt Mille Ans sous les verrous, bon exemple du genre social caractéristique des années 1930 et affectionné par la Warner », souligne Jean-Loup Bourget. En outre, selon Jacques Lourcelles, « le film sert d'antithèse et de complément d'information au célèbre Je suis un évadé de Mervyn LeRoy, produit quelques mois auparavant par la même firme. »
L'émotion surgit lorsque Bette Davis fait irruption dans l'univers entièrement mâle de la prison, estime encore J.-L. Bourget. « L'histoire d'amour entre celle-ci et Spencer Tracy, qui tient en peu de scènes, est l'une des plus poignantes du cinéma », juge, pour sa part, Jacques Lourcelles.
Le film a fait l'objet d'un remake en 1940 par Anatole Litvak sous le titre Castle on the Hudson.